# Indian Brook (Newfoundland)
Indian Brook (ook Indian River genaamd) is een circa 85 km lange rivier die zich in het noorden van het Canadese eiland Newfoundland bevindt. 

## Verloop
Indian Brook ontspringt in het binnenland van Newfoundland, ten zuidwesten van het schiereiland Baie Verte. Indian Brook gaat van daaruit in noordelijke richting en stroomt in zijn eerste 5 km doorheen twee naamloze meren. De rivier gaat daarna 6 km in zuidelijke richting, om opnieuw noordwaarts te keren en uit te monden in Lake Buck. Na dat 2,5 km lange meer langs het zuiden te verlaten, gaat de rivier verder in zuidelijke richting doorheen het verlaten binnenland van Newfoundland.
Zo'n 8 km ten zuiden van Lake Buck bereikt Indian Brook (na in totaal 27 km) een dam die zich vlak naast de Trans-Canada Highway (NL-1) bevindt. De dam zorgt ervoor dat een groot deel van het water via een 1,5 km lang afwateringskanaal afgeleid wordt naar Birchy Lake (ten voordele van de waterkrachtcentrale van Deer Lake).
Een gedeelte van het water van Indian Brook wordt doorgelaten, waardoor de rivier gedurende meer dan 40 km in noordoostelijke à oostelijke richting parallel loopt aan de Trans-Canada Highway. Halverwege dat tracé gaat hij onderdoor Route 410 ter hoogte van Sheppardville. De rivier mondt er in het westelijke gedeelte van Indian Pond uit en stroomt weer uit dat meer langs de oostzijde.
Net voor de afslag van Route 390 draait Indian Brook richting het noordoosten en verlaat hij de Trans-Canada Highway. De rivier stroomt na 3 km onderdoor Route 390 en mondt zo'n 10 km verder ter hoogte van Springdale uit in Halls Bay, een lange zee-arm die een aftakking van Notre Dame Bay is.